# Francesco Griffo

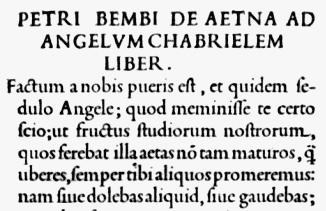
Íncipit de De Aetna de Pietro Bembo impreso por Aldo Manucio con letras de Griffo.

Francesco Griffo (1450-1518), también conocido como Francesco da Bologna, fue un punzonista en la Venecia del siglo XV. Nacido en 1450, su historia está muy ligada a la de Aldo Manucio del que fue rival y colaborador. A fines del siglo XV, Manucio abrió un taller de impresión en Venecia, cuya marca alcanzó un gran prestigio en toda Europa. La obra de Manucio es reconocida y alabada por todas las autoridades en el tema y siempre aparece junto a él el nombre de Francesco Griffo, quien debió sufrir en vida (y hasta nuestros días), por el rencor de verse opacado por el brillo de Aldo. 
El editor contactó en 1470 con el entonces orfebre Francesco da Bologna para establecerse en Venecia por su reconocida capacidad como diseñador de tipos y tallador de punzones. Su primer encargo fue el de realizar un tipo romano para De Aetna, del Cardenal Pietro Bembo, en 1495. Griffo investigó manuscritos precarolingios para conseguir un tipo romano más auténtico y más refinado que el publicado por Nicolas Jenson en 1470, al que se ha bautizado como Bembo. Se convirtió así en el primer tipógrafo moderno, en el sentido de que diseñó los tipos para ser utilizados en una moderna imprenta mecánica y no para ser usados en la escritura manual.

## Contribución de Da Bologna
Logró con creces su propósito, modificando el típico color uniforme de los caracteres de la época con un leve contraste de trazos finos y gruesos. Sus capitales eran más pequeñas que el trazo ascendente de las minúsculas, lo que mejoraba la visibilidad del texto. Lleva el honor de ser el tipo más moderno y limpio de la época.
En 1499 Manucio le hace cortar una nueva versión para la obra maestra Hypnerotomachia Poliphili de Francesco Colonna. Griffo hizo las letras más finas y livianas, mejorando la relación de la caja alta con la caja baja, y le dio a las ascendentes mayor altura que la de las capitales, con lo que corrigió el problema óptico de color causado por la tendencia de las mayúsculas a verse demasiado grandes y pesadas (lo que se observaba en todas las romanas anteriores).
El nuevo corte fue considerado tan bueno y tan superador de los tipos venecianos más viejos y más pesados (los de Jenson entre ellos), que los relegó inmediatamente y se transformó en el modelo de todos los tipos romanos que se tallaron en los siguientes 250 años.

## La invención de la cursiva
Francisco Griffo siguió creando nuevos tipos y uno de ellos se inspira desde la escritura cursiva usada en las cancillerías de la época. Este tipo de escritura se caracteriza por estar ligeramente inclinada hacia la derecha; esta tipografía fue utilizada por Aldo Manucio para fijar su enfoque en las lecturas. En 1501 Aldo Manucio solicitó al Senado de la república de Venecia su privilegio para proteger este tipo, por lo que Griffo, decepcionado, abandonó Venecia (1502).

## Legado
En 1929 el tipógrafo Stanley Morison supervisa un nuevo rediseño de Bembo Book redonda y Bembo Titling, además de las familias Poliphilus redonda para el Monotype. Bembo es una tipografía clásica de gran legibilidad, debido a sus formas bien proporcionadas, serifas funcionales. Franko Luin se basa en los tipos romanos e itálicos cortados por Francesco para realizar en el año 1993 un rediseño para la tipográfica Monotype. Los tipos de Griffo han servido de inspiración para tipógrafos clásicos como Claude Garamond, Giovanni Mardersteig, Matthew Carter, entre tantos. 
Griffo desapareció del registro histórico en 1516, luego de que se lo acusara de asesinar a su yerno, quien apareció muerto con la cabeza destrozada por una barra de hierro. Otro autor sostiene que Griffo, a partir de la frustración que le produjo el menosprecio de su viejo empleador, se volvió un hombre irascible y violento, y que no desapareció, sino que fue ahorcado por aquel crimen en Bologna, en el año 1518.